# واوژینیتس استالینسکی
واوژینیتس استالینسکی (لهستانی: Wawrzyniec Staliński; ۲۸ ژوئیهٔ ۱۸۹۹ – ۳ ژوئن ۱۹۸۵) بازیکن فوتبال اهل لهستان بود.
از باشگاه‌هایی که در آن بازی کرده‌است می‌توان به باشگاه فوتبال وارتا پوزنان اشاره کرد.
وی همچنین در تیم ملی فوتبال لهستان بازی کرده‌است.